# アドリアン・アポストル
アドリアン・アポストル（Adrian Apostol、1990年3月11日 - ）は、ルーマニアのラグビーユニオン選手。

## プロフィール
- ルーマニア・コンスタンツァ出身[1]。
- ポジションはウィング(WTB)。
- 身長 186cm、体重 92kg
- ルーマニア代表通算キャップ数は23でワールドカップ2011・2015のルーマニア代表に選ばれた[2]。

## 略歴
CSAステアウア・ブクレシュティ、RCJファルイ・コンスタンツァ、CSMシュティインツァ・バヤ・マーレを経て、2014年、ブカレスト・ウルブズに加入。